# Gallurais
Le gallurais ou gallurien (gadduresu en gallurais, en italien gallurese, nom également utilisé en français) est un parler italo-roman de la Gallura en Sardaigne (province de Sassari).
Son lexique est similaire à 83 % à celui de l'italien, à 81 % au sassarese (sassarais, sassarien) et seulement à 70 % au parler proprement sarde du Logudoro (et seulement à 66 % au parler sarde de la ville de Cagliari). Ce n'est donc pas un dialecte de la macro-langue sarde, mais bien un parler italo-toscan, très proche de la langue corse méridionale parlée à Sartène, avec laquelle il partage aussi le son cacuminal.
Les Gallurais nomment « sarde » (saldu) le logudorais et le campidanien, et « Sardes » (saldi) le peuple qui les parle, mais ils ne s'incluent pas eux-mêmes dans ces termes. « Sardaigne » se dit Saldigna en gallurais et « sarde » (au sens de langue) se dit saldu ou linga salda.
Ce diasystème corso-sarde comporte un vocabulaire commun à 80 % avec celui du corse, résultant d'une immigration importante de Corses au XVe siècle. Il ressemble à la variété « rucchisgiana » de la langue corse, ou « sartenais », parlé dans les environs de Sartène. Les premières traces écrites datent du XVIIIe siècle (sous forme de poésies). Néanmoins, le vocabulaire de la langue galluraise comporte 20 % de vocabulaire emprunté au sarde logudorais, à tel point que certains nationalistes de l'île revendiquent son appartenance à une langue sarde commune[réf. nécessaire] – ce qui est généralement réfuté par les linguistes des langues romanes.
D'autre part, plusieurs auteurs incluent le gallurais et le sassarais dans les dialectes sardo-corses, alors que la naissance du deuxième se situe bien avant, au XIIe siècle, en tant que dialecte servant au commerce entre les différentes peuples de la ville nouvelle de Sassari (tout d'abord Sardes, Corses, Génois et Pisans, puis Catalans et Espagnols). Il a eu par la suite une évolution autonome du corse et du gallurais. Malgré l'étendue de son territoire, le parler gallurais est très uniforme quelle que soit la région où il est parlé, ce qui confirme la thèse de son arrivée tardive, qui a empêché la fragmentation (à la différence du sarde, très fragmenté, et du sassarais, qui inclut les dialectes castellanesi de Castelsardo, Tergu et Sedini, et présente des nuances sensibles entre les principales villes).

## Éléments constitutifs typiques du gallurais
Le gallurais présente des caractères homogènes et uniformes, ce qui le différencie du sarde logudorais et souligne sa ressemblance avec les parlers corses méridionaux. L'écriture est davantage basée sur les normes du corse que sur celles du sarde, mais elle est davantage influencée par l'orthographe italienne.
- le pluriel des noms se forme en -i (polti, portes), comme en italien ou en corse, et non en -s comme dans les parlers sardes, espagnols ou catalans ;
- le pluriel ne change pas selon le genre (la tarra/li tarri, les terres — lu campu/li campi, les champs), comme dans le corse méridional ;
- le son cacuminal fait changer en -dd- le son italien ou corse septentrional -ll- (casteddu, beddu au lieu de castello, bello, castellu, bellu).
- le -r- se transforme en -l- comme dans Saldu (Sarde) ou poltu (port).
- présence d'un graphème -chj- et -ghj- comme en corse : ghjesgia église, occhji, yeux, ghjattu, chat.
- les articles sont lu, la, li et li, comme en ancien corse (en corse septentrional lu devient u et la, a) tandis qu'en sarde, on a su, sa, sos et sas (articles basés sur le latin ipsum).
- certains mots de base sont différents de ceux du sarde : vennari, vendredi, au lieu de chenapura - casa, maison, et non domo - pecura brebis, et non erveghe.
- le son 'qu' [kw] transformé en k-  au début des mots (« cattru », « chici », « chiddu », « candu » tandis qu'en corse on a « quattru », « quici », « quiddu/quillu », « quandu » et en italien quattro, quì, quello, quando - 4 ici celui-là quand), avec une influence phonétique du sarde mais également en corse méridional (en sarde respectivement « battor », « inoghe », « cussu », « cando »).
- le -b- en lieu et place du -v- (« abà, abali » [maintenant] (à comparer avec le corse « avà, avali/avale »);
- 20 % du vocabulaire est néanmoins influencé par le sarde logudorais (adstrat).

## Cartes

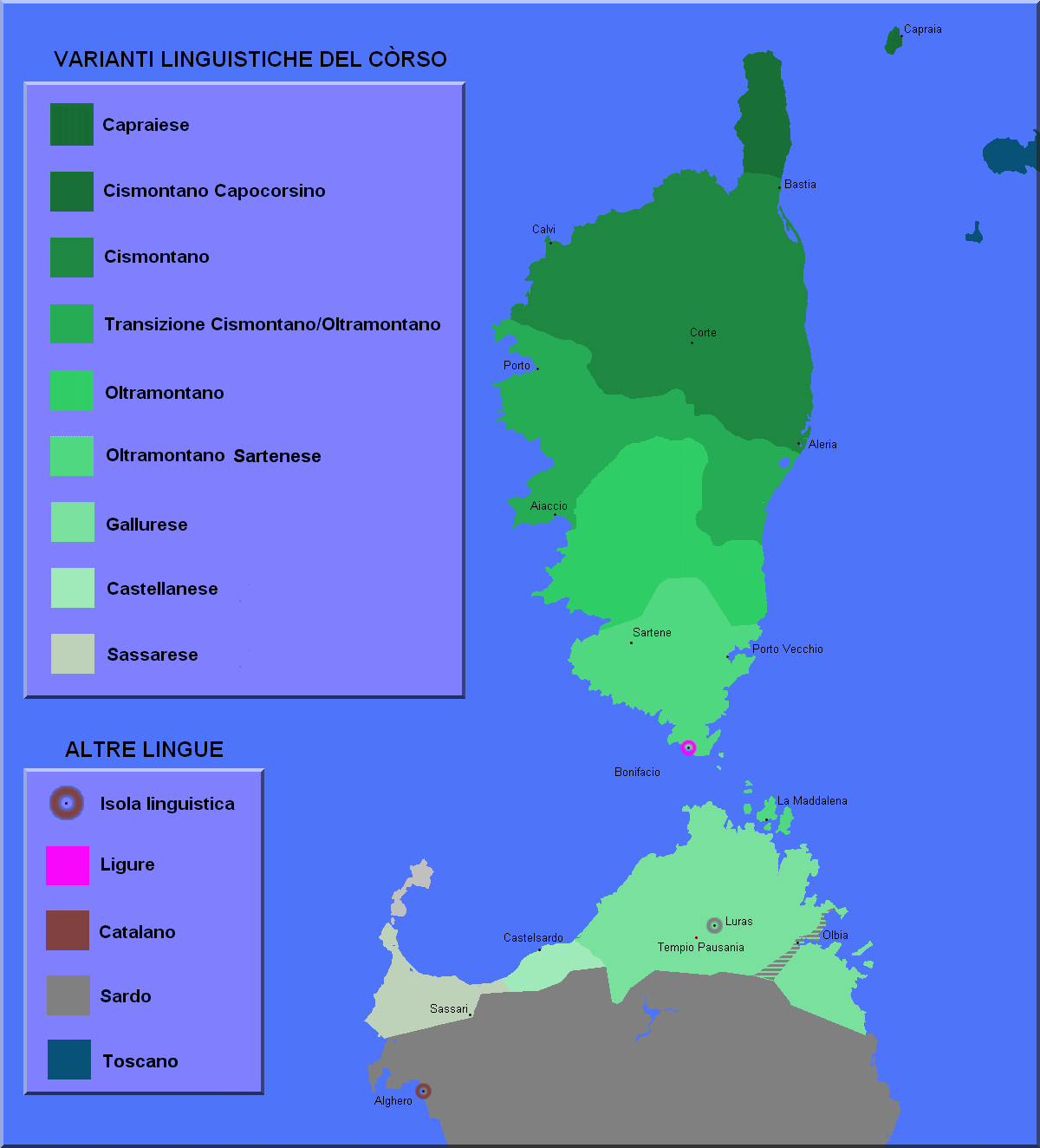
(it) Le gallurais par rapport aux dialectes corses
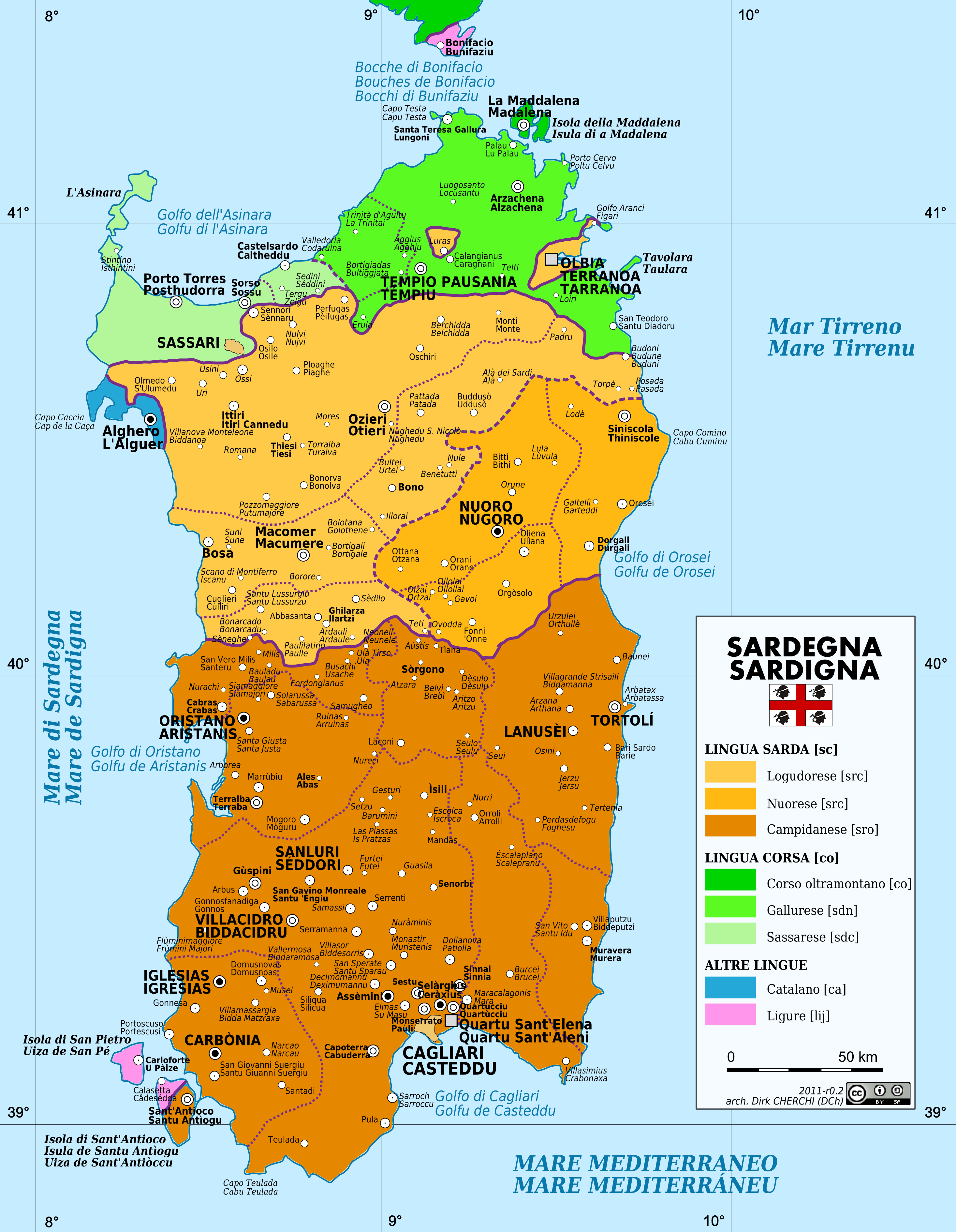
Le gallurais à l'égard des dialectes sardes
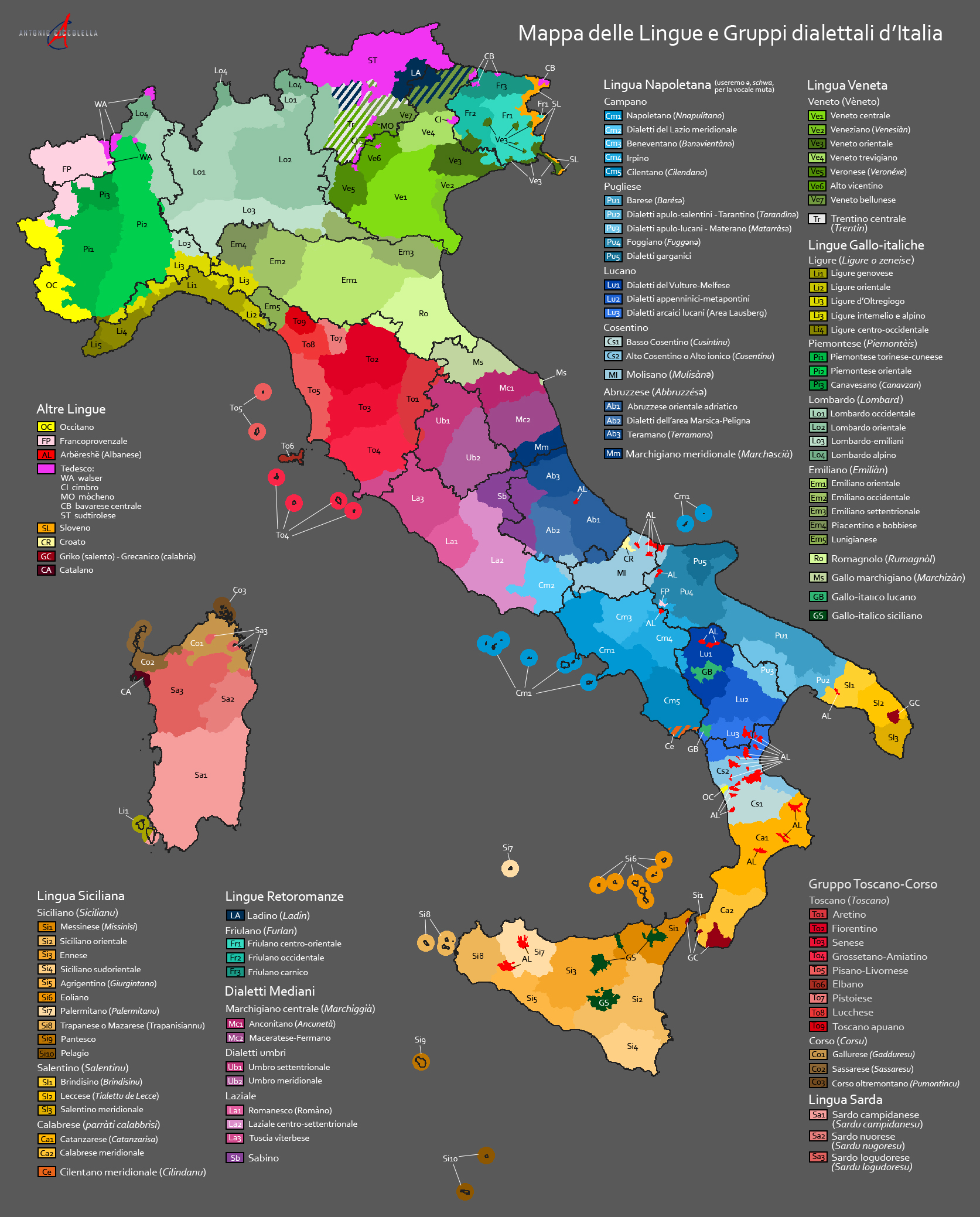
(it) Les autres langues de l'Italie
Les autres langues romanes

## Textes en gallurais

### XXIesiècle
... ne da li francesi ne da l’ittaliani. Ma mancu da chissi chi in Saldigna ci oni custrijhi a usa una linga chi no è la nostra, pripparata in calchi ufficciu, e chi ani chjamata Linga Salda Unificata. Il Gallurese - Périodique électronique dirigé par Nino Scampuddu. ([le gallurais ne peut être imposé] ni par les Français, ni par les Italiens. Mais pas non plus par ceux qui, en Sardaigne, nous ont contraints d'utiliser une langue artificielle qui n'est pas la nôtre, et qu'ils ont appelée Langue Sarde Unifiée)
À Tempio Pausania/Tempiu et Luogosanto/Locusantu, les panneaux de signalisation bilingue marquant les limites des centres habités incluent une version en langue galluraise, de plus petite taille que la version italienne.

### La più bedda di Gaddura (Nostra Signora di Locusantu, Regina di Gaddura), Ciccheddu Mannoni
| Italien | Corse méridional | Gallurais | Sassarais | Sarde logudorais |
| --- | --- | --- | --- | --- |
| Tu sei nata per incanto deliziosa bellezza la migliore di Luogosanto la piu bella di Gallura. Sei (tanto) bella che ogni cuore s'innamora di te Per i miei occhi (sei) un fiore sei la migliore che c'è. Sono vecchio canuto e il mio tempo sta passando però sto sempre scherzando come (quando) m'avete conosciuto. Per quanto campo devo fare sempre onore a Luogosanto perché è la terra dell'incanto per chi la viene a visitare. La Patrona di Gallura l'abbiamo noi a Luogosanto incoronata dal canto così bella creatura. | Tu sè nata par incantu diliziosa biddezza a meddu di Locusantu a più bedda di Gaddura. Sè bedda chi ugna cori s’innamurighja di te pa' l’occhj mei un fiori ed è a meddu chi c’è. E socu vecchju canutu e socu a tempu passendu parò sempri burlendu comu m’eti cunisciutu Quantu campu devu fà sempri onori a Locusantu ch’è a tarra di l’incantu di qua' veni a sughjurnà. A Patrona di Gaddura l’emu noi in Locusantu incurunata da u cantu cusì bedda criatura. | Tu sei nata par incantu diliziosa elmosùra la meddu di Locusantu la più bedda di Gaddura. Sei bedda chi dugna cori s’innammurigghja di te pa l’occhj mei un fiori ed è la meddu chi c’è. E socu vecchju canutu e socu a tempu passendi parò sempri burrulendi comu m’eti cunnisciutu Cantu campu decu fà sempri onori a Locusantu ch’è la tarra di l’incantu di ca' veni a istragnà. La Patrona di Gaddura l’emu noi in Locusantu incurunata da lu cantu cussì bedda criatura. | Tu sei nadda pà incantu diriziosa ermosura la megliu di Loggusantu la più bedda di Gaddura. Sei bedda chi dugna cori s'innamureggia di te pà l'occi mei un fiori e sei la megliu chi v'è. E soggu vecciu canuddu e soggu a tempu passendi parò sempri buffunendi cumenti m'abeddi cunnisciddu. Cantu campu aggiu da fà sempri onori a Loggusantu chi è la terra di l'incantu di ca veni a visità. La Patrona di Gaddura l'abemmu noi in Loggusantu incurunadda da lu cantu cussì bedda criaddura. | Tue ses naschida pro incantu delitziosa ermosura sa menzus de Logusantu sa prus bella de Gallura. Ses bella gai chi dontzi coro s'innamorat de tene pro sos ogros meos unu frore e ses sa menzus chi b'est. E soe betzu e pili canu e su tempus meu est colende però soe semper brullende comente m'azes connottu. Pro cantu bivo appo a fàghere semper onore a Logusantu chi est sa terra de s'incantu de chie benit a istranzare. Sa Patrona de Gallura la tenimus nois in Logusantu coronada dae su cantu gai bella criadura. |